# Vanessa Oliveira
Pour les articles homonymes, voir Lucia.
Vanessa Lúcia de Oliveira est une ancienne joueuse brésilienne de volley-ball née le 24 février 1984 à Brasilia. Elle mesure 1,85 m et jouait au poste d'attaquante. 

## Clubs
| Club               | De        | À         |
| ------------------ | --------- | --------- |
| Força Olimpica     | 1999-2000 | 2001-2002 |
| EC União Suzano    | 2003-2004 | 2003-2004 |
| Pinheiros EC       | 2004-2005 | 2005-2006 |
| AD Brusque         | 2006-2007 | 2006-2007 |
| Aris Thessalonique | 2007-2008 | 2007-2008 |
| Pallavolo Roma     | 2008-2009 | 2008-2009 |
| Téhéran            | 2010-2011 | 2010-2011 |
| Macaé Sports       | 2011-2012 | 2011-2012 |